# Maksymiwka (rejon krzemieńczucki)
Maksymiwka (ukr Максимівка) – wieś w rejonie krzemieńczuckim obwodu połtawskiego, wzmiankowana w 1515 r.